# Coatépec (mitologia)

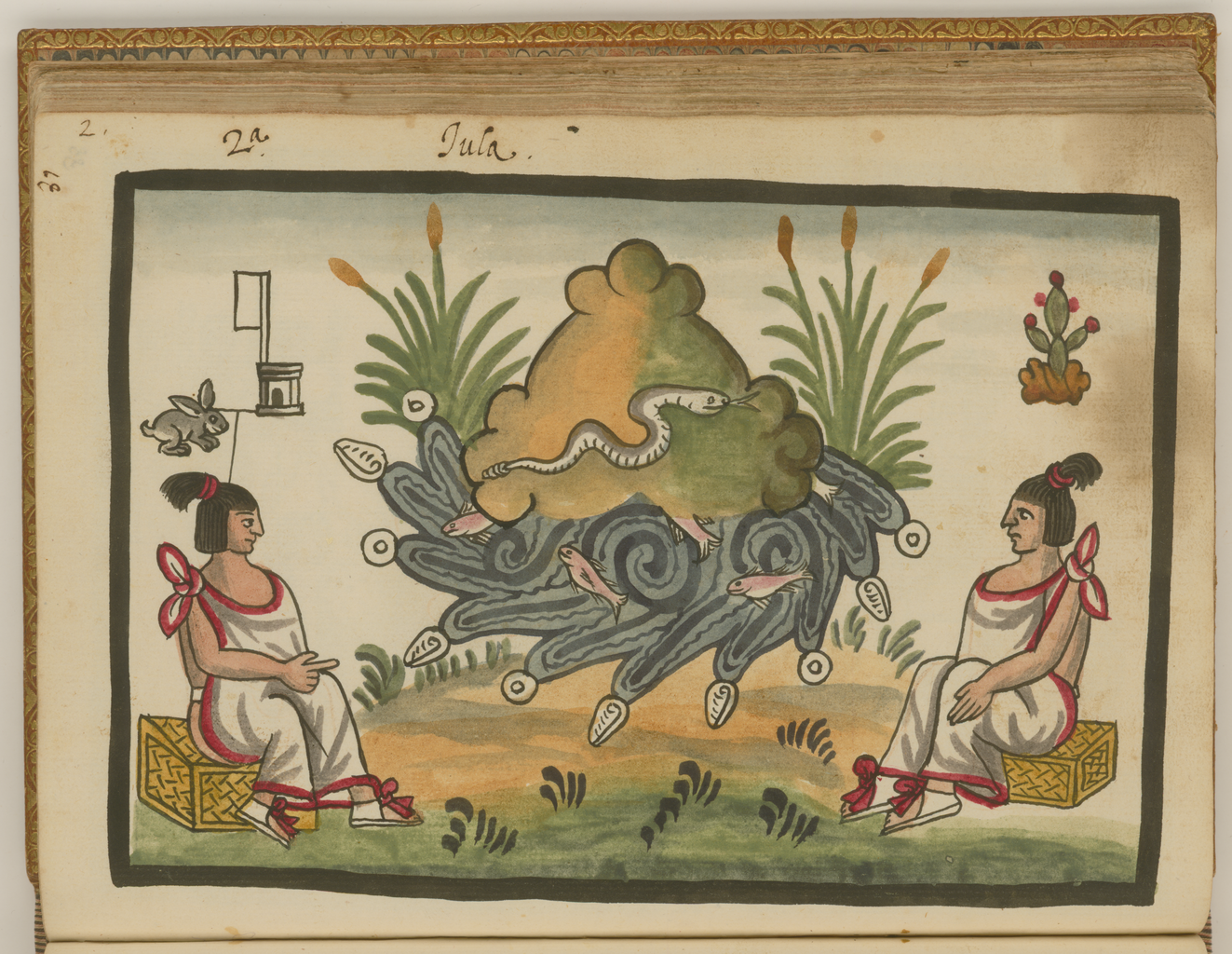
Coatepec, la ciutat tolteca de Tula

Coatépec (en nàhuatl: cōātepēc) a la mitologia mexica era el lloc on va néixer Huitzilopochtli, el déu del sol i de la voluntat, patró de la guerra, de les tàctiques bèl·liques, de les batalles i del foc, regidor del Sud, una extensa vall a prop del Tollan, al nord de la Vall de Mèxic. En aquest lloc el mateix déu va iniciar el costum de menjar cors humans després de realitzar un sacrifici per a aquest.
Segons alguns autors, Coatépec era una població situada al mig d'un llac, com Aztlán i com Mèxic. Aquest llac no era natural, ja que el van crear els mexiques per ordre del mateix Huitzilopochtli, perquè el déu volia mostrar al seu poble una imatge de la terra que els havia promès, davant la desesperació dels seus seguidors en no trobar-la. Per això els va fer construir una presa en un riu, perquè les aigües inundessin un barranc i creessin un llac, i immediatament va brollar al lloc tota la flora i tota la fauna lacustre que els mexiques coneixien d'Aztlán. A Coatépec el déu Huitzilopochtli va confirmar la seva autoritat absoluta sobre els mexiques i després de la mort dels rebels ja ningú no va gosar qüestionar la seva ordre que la migració havia de continuar. Els mexiques van aprendre que només el seu déu decidiria quan havia d'arribar a la terra promesa i van deixar enrere la pàtria que no va poder ser.
D'acord a diferents investigacions el cerro Hualtepec o del Astillero és a escassos 30 quilòmetres de la zona arqueològica de Pahñú, seu de la cultura xajai, l'antiguitat de la qual es calcula des del període Preclàssic (500 aC – 300 dC) és el denominat Coatépec.